# Nora Cecilia Rebreanu
Nora Cecilia Rebreanu (n. 19 iunie 1935, Făgăraș, Brașov, România) este un fost senator român în legislatura 2000-2004 ales în municipiul București pe listele partidului PDSR, care în iunie 2001 a devenit PSD. În legislatura 2004-2008, Nora Cecilia Rebreanu a fost validată ca senator la data de 19 decembrie 2007 când a înlocuit-o pe senator Corina Crețu. În cadrul activității sale parlamentare în legislatura 2000-2004, Nora Cecilia Rebreanu a fost membru în grupurile parlamentare de prietenie cu Republica Franceză-Senat, Regatul Belgiei și Republica Austria. În legislatura 2004-2008, Nora Cecilia Rebreanu a fost membru în grupurile parlamentare de prietenie cu Australia, Regatul Hașemit al Iordaniei și Regatul Unit al Marii Britanii și Irlandei de Nord. În ambele legislaturi în care a fost aleasă senator, Nora Cecilia Rebreanu a înregistrat, pe total, 15 luări de cuvânt.
Nora Cecilia Rebreanu este căsătorită cu academicianul Mihai Drăgănescu. Pe data de 23 octombrie 2003, Președintele Ion Iliescu a conferit d-nei Nora Cecilia Rebreanu Ordunul Național pentru Merit în grad de Cavaler.